# 梅田彩佳
梅田彩佳（日语：／ Umeda Ayaka，1989年1月3日—）是日本女演員，為女子偶像团体NMB48 Team BII前成員，曾為Team BII副隊長，福冈县北九州市出身，所屬經紀公司為TRUSTAR。過去曾是AKB48成員，後來因「AKB48集團大組閣祭」而移籍至NMB48。2016年4月1日，自NMB48及AKB48集團畢業。

## 人物
- 自我介紹词的变迁，从「像碳酸饮料一样爽快、像冰棍一样甜，最爱舞蹈的梅田彩佳」到「I love dance、you love dance、shall we dance、en?、Hey!」→「U-、Me!」。
- 從14歲起開始在舞蹈學校上課，16歲之後自學舞蹈[2]。早期在AKB之中，與松原夏海並稱為跳舞能力最高的兩人，加入AKB時與大島優子為Team K分隊的中心人物[3]，亦與大島優子、松原夏海、野呂佳代組成「梅島夏代」組合，重心為自編的舞蹈。但其後因脚部疲劳性骨折而长期休演，之后一边进行复健一边在福冈出演电视节目，并于在2008年5月31日开始进行的TeamK 4th Stage「最终钟声响起」初日公演上复归舞台。長期休演期間自2006年12月23日至2008年5月31日，歷時1年5個月。
- 曾参加从2004年10月到2005年1月间所举办的、早安少女组。第7期选秀会，是第2次审查合格者。
- 欣賞的歌手是EXILE、早安少女组。，喜欢的艺人有若槻千夏、小仓优子、大泉洋。憧憬的歌手是AAA的主唱宇野實彩子，梅田和宇野也是非常要好的朋友。
- 被选为2009年度东京铁塔形象代言人、D1自行车大奖赛2009形象代言人。
- 2011年4月27日作為衍生組合DiVA的一員以AVEX歌手身分出道。
- 有個比自己小七歲的妹妹。自稱是個妹控。
- 左撇子[4]，只有打保齡球和握菜刀用右手。
- 喜歡聞自己的汗味和腳臭味，且越臭越好。原因是此等臭味是自己努力拼了一天的證據。

## 参与歌曲

### 單曲CD
AKB48名義
|           | 發行日期       | 單曲名稱           | 參與歌曲名稱           | 名義                | 收錄於   | MV | 備註   |
| --------- | -------------- | ------------------ | ---------------------- | ------------------- | -------- | -- | ------ |
| AKB48时期 |                |                    |                        |                     |          |    |        |
| 01st      | 2006年10月25日 | 好想見你           | 好想見你               |                     | 全版本   | ★  | A面曲  |
| 02nd      | 2007年01月31日 | 制服真礙事         | Virgin love            | Team K              | 全版本   |    |        |
| 05th      | 2007年08月08日 | 我的太陽           | 未來的果實             |                     | 全版本   |    |        |
| 09th      | 2008年06月13日 | Baby! Baby! Baby!  | Baby! Baby! Baby!      |                     | 全版本   | ★  | A面曲  |
| 10th      | 2008年10月22日 | 大聲鑽石           | 大聲鑽石 (team K ver.) | Team K              | 剧场盤   |    |        |
| 14th      | 2009年10月21日 | RIVER              | 机尾云                 | Theater Girls       | 全版本   | ★  |        |
| 16th      | 2010年05月26日 | 馬尾與髮圈         | 我的YELL               | Theater Girls       | 除Type-B | ★  |        |
| 17th      | 2010年08月18日 | 無限重播           | 泪之翘翘板游戏         | Under Girls         | 全版本   | ★  |        |
| 18th      | 2010年10月27日 | Beginner           | 哭泣的场所             | DIVA                | 除Type-A | ★  |        |
| 19th      | 2011年12月08日 | 機會的順序         | ALIVE                  | Team K              | Type-K   | ★  |        |
| 20th      | 2011年02月16日 | 變成櫻花樹         | K区域                  | DIVA                | 除Type-A | ★  |        |
| 21st      | 2011年05月25日 | Everyday、髮箍     | 人的力量               | Under Girls         | 全版本   | ★  |        |
| 22nd      | 2011年08月24日 | 飛翔入手           | 不能拥抱你             | Under Girls         | 全版本   | ★  | Center |
| 23rd      | 2011年10月26日 | 風正在吹           | 缆车道                 | Under Girls 百合组  | Type-B   | ★  | Center |
| 24th      | 2011年12月07日 | 崇尚麻里子         | 零和太阳               | Team K              | Type-K   | ★  |        |
| 25th      | 2012年02月15日 | GIVE ME FIVE!      | 牧羊人之旅             | Special Girls B     | Type-B   | ★  |        |
| 26th      | 2012年05月23日 | 仲夏的Sounds good! | 3滴眼泪                | Special Girls       | 全版本   | ★  |        |
| 27th      | 2012年08月29日 | 格子花紋           | 格子花紋               |                     | 全版本   | ★  | A面曲  |
| 28th      | 2012年10月31日 | UZA                | 不是正义使者的英雄     | Team B              | Type-B   | ★  |        |
| 29th      | 2012年12月05日 | 永遠的壓力         | 永遠的壓力             |                     | 全版本   | ★  | A面曲  |
| 30th      | 2013年02月20日 | So long!           | 怎么会在那里踩到狗屎？ | Team B              | Type-B   | ★  |        |
| 31st      | 2013年05月22日 | 再見自由式         | 浪漫手枪               | Team B              | Type-B   | ★  |        |
| 32nd      | 2013年08月21日 | 戀愛的幸運餅乾     | 想了一下爱的定义       | Under Girls         | 除Type-B | ★  |        |
| 33rd      | 2013年10月30日 | 真心電流           | 快速与动体视力         | Under Girls         | 除Type-B | ★  |        |
| 33rd      | 2013年10月30日 | 真心電流           | Tiny T-shirt           | Team B              | Type-B   | ★  |        |
| 34th      | 2013年12月11日 | 倘若在梧桐樹什麼的 | Mosh&Dive              |                     | 全版本   | ★  |        |
| 35th      | 2014年02月26日 | 勇往直前           | KONJO                  | Talking Chimpanzees | Type-C   | ★  |        |
| 移籍NMB48 |                |                    |                        |                     |          |    |        |
| 36th      | 2014年05月21日 | 拉布拉多獵犬       | 只到今天的旋律         |                     | 全版本   | ★  |        |
| 37th      | 2014年08月27日 | 心意告示牌         | 一个夏季的反抗期       | Next Girls          | Type-A   | ★  |        |
| 38th      | 2014年11月26日 | 希望無限           | 我想歌唱               | 嘉德丽亚兰组        | Type-C   | ★  |        |
| 39th      | 2015年03月04日 | Green Flash        | 庞克摇滚               | NMB48               | Type-N   | ★  |        |
| 41th      | 2015年08月26日 | Halloween Night    | 婚紗送給你…            | Future Girls        | Type-A   | ★  |        |

NMB48名義
|      | 發行日期       | 單曲名稱         | 參與歌曲名稱     | 名義     | 收錄於 | MV | 備註  |
| ---- | -------------- | ---------------- | ---------------- | -------- | ------ | -- | ----- |
| 10th | 2014年11月05日 | 真不像我         | 真不像我         |          | 全版本 | ★  | A面曲 |
| 10th | 2014年11月05日 | 真不像我         | 不想成为明星偶像 | Team BII | Type-C | ★  |       |
| 11th | 2015年03月31日 | Don't look back! | Don't look back! |          | 全版本 | ★  | A面曲 |
| 11th | 2015年03月31日 | Don't look back! | 浪漫雪           | Team BII | Type-C | ★  |       |
| 12th | 2015年07月15日 | 榴槤少年         | 榴槤少年         |          | 全版本 | ★  | A面曲 |
| 12th | 2015年07月15日 | 榴槤少年         | 寫下心中的文字！ | Team BII | Type-C | ★  |       |
| 13th | 2015年10月07日 | Must be now      | Must be now      |          | 全版本 | ★  | A面曲 |
| 13th | 2015年10月07日 | Must be now      | 肚餓時別戀愛     | Team BII | Type-C | ★  |       |

### 專輯CD
AKB48名義
|           | 發行日期       | 專輯名稱                     | 參與歌曲名稱            | 名義                    | 收錄於 | 備註 |
| --------- | -------------- | ---------------------------- | ----------------------- | ----------------------- | ------ | ---- |
| 02nd      | 2010年04月07日 | 神曲集                       | Baby! Baby! Baby! Baby! |                         | 全版本 |      |
| 02nd      | 2010年04月07日 | 神曲集                       | 你與彩虹與太陽          |                         | 通常盤 |      |
| 03rd      | 2011年06月08日 | 就是在這裡                   | 我能做的事              | Team K                  | 全版本 |      |
| 03rd      | 2011年06月08日 | 就是在這裡                   | 就是在這裡              | AKB48+SKE48+SDN48+NMB48 | 全版本 |      |
| 04th      | 2012年08月15日 | 1830m                        | 离家出走的夜晚          | Team K                  | 全版本 |      |
| 04th      | 2012年08月15日 | 1830m                        | 藍天 不會寂寞嗎？       | AKB48+SKE48+NMB48+HKT48 | 全版本 |      |
| 05th      | 2014年01月22日 | 未來軌跡                     | 欠JJ的东西              |                         | Type-A |      |
| 05th      | 2014年01月22日 | 未來軌跡                     | 坚强与脆弱之间          |                         | Type-A |      |
| 05th      | 2014年01月22日 | 未來軌跡                     | 悲伤的近距离恋爱        | Team B                  | Type-B |      |
| 移籍NMB48 |                |                              |                         |                         |        |      |
| 06th      | 2015年01月21日 | 這裡是羅德斯島、在這裡跳吧！ | 继续活下去              |                         | Type-B |      |

NMB48名義
|      | 發行日期       | 專輯名稱                        | 參與歌曲名稱 | 名義     | 收錄於 | MV | 備註 |
| ---- | -------------- | ------------------------------- | ------------ | -------- | ------ | -- | ---- |
| 02nd | 2014年08月13日 | 世界的中心是大阪 ～难波自治区～ | 伊维萨女孩   |          | 全版本 | ★  |      |
| 02nd | 2014年08月13日 | 世界的中心是大阪 ～难波自治区～ | 最盛期       |          | Type-M |    |      |
| 02nd | 2014年08月13日 | 世界的中心是大阪 ～难波自治区～ | 输给了你     | Team BII | Type-B | ★  |      |

## 劇場公演分組曲
AKB48
| 公演名稱                              | 參與歌曲名稱    | 備註                                       |
| ------------------------------------- | --------------- | ------------------------------------------ |
| 初代Team K                            |                 |                                            |
| Team K 1st Stage「PARTY开始了」公演   | 裙襬飄飄        |                                            |
| Team K 2nd Stage「青春女孩」公演      | 雨中动物园      | 因疲劳骨折休演了约一个月                   |
| Team K 2nd Stage「青春女孩」公演      | 放浪之夏        | 因疲劳骨折休演了约一个月                   |
| Team K 3rd Stage「脑内天堂」公演      | MARIA           | 中途因脚伤休演                             |
| Team K 4th Stage「最终钟声鸣响」公演  | 再战            |                                            |
| Team K 4th Stage「最终钟声鸣响」公演  | 對不起 我的寶石 | 大岛優子、宫澤佐江、倉持明日香休演时的代演 |
| Team K 5th Stage「引体后空翻」公演    | 曲終人盡        |                                            |
| Team K 5th Stage「引体后空翻」公演    | 愛之色          | 宫澤佐江休演时的代演                       |
| Team K 5th Stage「引体后空翻」公演    | 如能被你紧拥    | 佐藤夏希休演时的代演                       |
| THEATER G-ROSSO「不要讓夢想死去」公演 | Bye Bye Bye     | 以高桥南、中塚智実為代演                   |
| 秋元Team K                            |                 |                                            |
| Team K 6th Stage「RESET」公演         | 心端的沙发      |                                            |
| Team K 6th Stage「RESET」公演         | 奇跡也趕不及    | 宫澤佐江、野中美乡休演时的代演             |
| 梅田Team B                            |                 |                                            |
| 梅田Team B “Waiting”公演              | 不只是回忆      |                                            |
| 上枝Team BII                          |                 |                                            |
| Team BII 3rd Stage「引体后空翻」公演  | 曲終人盡        |                                            |

## 出演

### 電視劇
- あり得ない! 第1話（2010年1月13日，MBS電視台） -　飾演 大島彩
- 馬路須加學園 最終話（2010年3月26日，東京電視台） - 飾演 馬路須加女学園學生
- 環境超人エコガインダーII（2010年6月26日 - 11月1日、KIDS STATION） - 飾演 ステナ
- 馬路須加學園2 最終話（2011年7月1日，東京電視台） - 飾演 アヤカ
- So long ! 第3夜（2013年2月13日，日本電視台） - 飾演 菊池實花

### 網路動畫配音
- 禮物±（日语：ギフト±）（2018年9月21日 - ，Anime Beans（日语：タテアニメ）） - 主演 鈴原環[7]

### 電視節目
- アサデス。（2007年4月 - 2008年3月、KBC電視台）
- AKB0時59分!（2009年6月30日 - 8月18日、日本電視台）
- カンニングのDAI安☆吉日!（2009年3月30日 - 、BS富士）
- 崖っぷち〜アラビアンサイトFEVER〜（2009年10月6日 - 2010年3月23日、TBS）
- 週刊AKB（2010年2月19日・3月5日 - 4月2日・5月21日・6月18日・25日、東京電視台）
- AKB48神TV（家庭劇場）
  - 特別節目〜分組對抗!春季保齡球大賽〜（2010年4月30日）
  - Season5（2010年11月7日・14日）
- 熱血BO-SO TV（2010年6月19日・8月7日・9月4日・25日・11月6日・2011年5月7日、千葉電視台）
- 有吉AKB共和国（2010年7月26日・8月2日、TBS）
- 爆丸（2010年10月11日・11月23日・2011年3月26日・10月16日、東京電視台）- 爆丸的特別節目的支持者
- AKB-級グルメスタジアム（2011年2月6日、食と旅のフーディーズTV）
- AKBINGO!（2011年2月23日 - 不定期出演、日本電視台）
- 原來如此！高校（2010年5月30日・10月9日・2011年4月21日 - 不定期出演、日本電視台）
- 微妙〜（2011年9月29日 - 不定期出演、ひかりTV）
- なまうま（2012年2月12日 - 不定期出演、フジテレビ）
- battle for money 戦闘中（2012年3月30日・10月14日、フジテレビ）
- AKB48のあんた、誰?（2012年4月12日 - 不定期出演、NOTTV）
- 北九州×クロス（2012年5月11日、NHK総合・北九州放送局制作）
- 日村・土田・塚地の爆笑TEPPANストリート2（2012年7月16日、NHK総合）
- びみょ〜な扉 AKB48のガチチャレ（2012年8月24日、ひかりTV）
- run for money 逃走中（2012年8月28日、フジテレビ）

### CM
- 東京鐵塔（2010年12月、東京鐵塔）
- 北九州市長選舉『LOVE&一票』「思い出篇」「忘れないで篇」（2011年1月28日 - 2月6日、北九州市選挙管理委員会）

### 廣播
- AKB48 明日までもうちょっと。（2008年3月31日・6月30日・7月21日・9月15日・2009年5月4日、文化放送）
- AKB48 今夜は帰らない…（2008年4月5日 - 11月22日、CBC廣播）
- Tokyo Tower presents DIAMOND VEIL （页面存档备份，存于）（2009年4月4日 - 2011年3月26日、TOKYO FM）
- AKB48のオールナイトニッポン（2010年7月16日・8月13日・9月17日、10月15日(途中参加)・12月10日・2011年2月4日・5月13日、日本放送）
- リッスン? 〜Live 4 Life〜（2011年7月19日・8月30日・10月11日、星期二、文化放送）
- ViVADiVA!（2011年10月6日 - 、文化放送）

### 廣播劇
- 青年探險
  - 「ゴー・ゴー！チキンズ　パート2」（2010年7月26日 - 8月6日、NHK-FM） - 飾演 ファン

### 舞台
- スペース・ウォーズ再演（2010年7月22日、東京グローブ座）
- In The Heights[8]
- Endless SHOCK 2019

### DVD
- 読めそうで読めない間違いやすい漢字（2010年10月6日、Liverpool） - ナレーション

## 外部連結
- （日語）TRUSTAR個人介紹頁 （页面存档备份，存于）
- （日語）NMB48個人介紹頁
- （日語）FLAVE ENTERTAINMENT個人介紹頁
- （日語）梅田彩加官方粉絲俱樂部
- 梅田彩佳的Ameba部落格（日語）（2011年6月20日 - ）
- （日語）梅田彩佳官方部落格  - GREE
- （日語）1LDK6人暮らしのブログ 秋元才加・梅田彩佳・奥真奈美・小林香菜・增田有華・宮澤佐江官方部落格 （页面存档备份，存于） （2010年3月23日 - 2011年6月20日）
- （日語）梅田彩加的Google+
- （日語）梅田彩佳的X（前Twitter）（2011年3月8日 - ）
- （日語）梅田彩佳的Instagram帳戶
- （日語）梅田彩佳的TikTok